# Eduardo de Sá
Eduardo de Sá (Rio de Janeiro, 1 de abril de 1866 - Rio de Janeiro, 17 de dezembro de 1940) foi um pintor e escultor brasileiro.
Iniciou a sua formação artística particularmente sob a direção de Vítor Meireles, matriculando-se em 1883 na Academia Imperial de Belas Artes, onde também foi discípulo de Zeferino da Costa, José Maria de Medeiros e Pedro Américo. Estudou em Paris, na Academia Julien, tendo sido aluno de Gustave Boulanger e Jules Joseph Lefebvre. Logo em seguida este em Florença. Frequentou aulas particulares de escultura com Rodolfo Bernardelli
Raramente concorreu nas exposições oficiais, mas fazia exposições particulares, tendo feito quatro entre 1888 e 1898, esta intitulada Exposição da Arte Republicana. Sua produção inspira-se no sentimento de amor às coisas pátrias, ou no culto do bem.
Mais tarde na sua carreira passou a escultor, sua primeira obra foi o Monumento ao Marechal Floriano Peixoto, localizado na Praça da República, no Rio de Janeiro. Outros monumentos de destaque são a Tiradentes, Benjamin Constant e São Francisco de Assis. Um de seus trabalhos mais conhecidos é o restauro do escudo do teto da entrada da capela da Santa Casa de Misericórdia, no Rio de Janeiro.
Era adepto das doutrinas filosóficas de Augusto Comte. Participou da decoração da Biblioteca Pública do Rio Grande do Sul, no final da década de 1910.

## Obras
- José Bonifácio, a fundação da Pátria;
- Tiradentes, a confirmação da sentença, pertencente ao Palácio da Presidência da República
- Morte de Gonçalves Dias, no Ministério da Agricultura, na seção de proteção aos índios;
- Retrato de Benjamin Constant, na municipalidade de Assunção;
- Heloísa;
- Humanidade;
- Rosália, no altar-mor do templo positivista em Paris;
- Rosália oferecendo um filho à regeneração humana;
- Morte de Augusto Conte, na Capela Positivista do Rio de Janeiro;
- Viúvez eterna